# Анатомічний театр

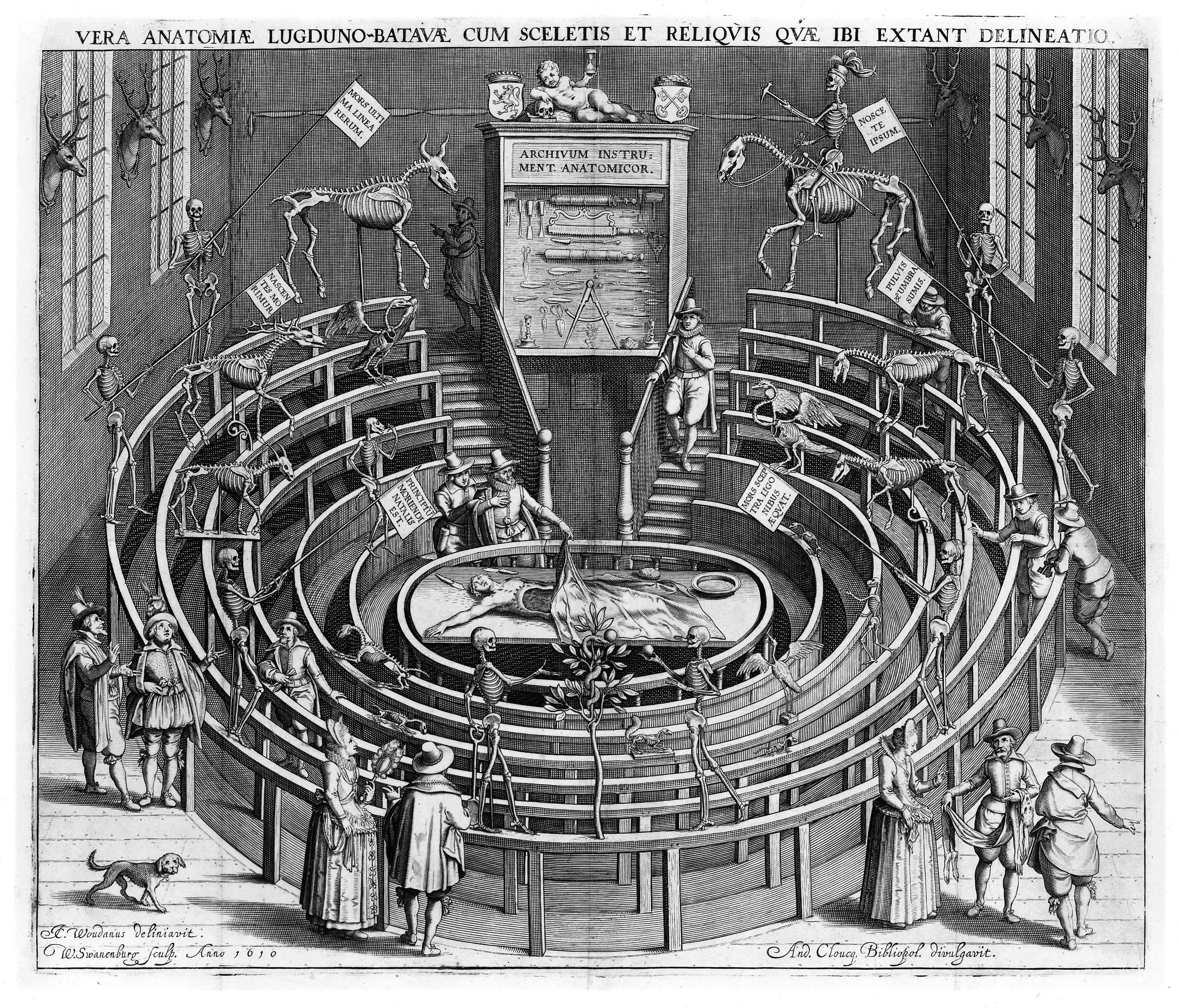
На гравюрі 16 століття зображений анатомічний театр у Лейдені зі стендами скелетів людей та тварин, зробленими для публічної експозиції

В історії анатомії, Анатомічний театр — спеціалізована будівля, в якій у Новий Час та на початку Новітніх часів у Західних країнах проводили покази анатомічних розтинів.
Виникнувши на Півдні Європи у 16 столітті, протягом близько двохсот років після відродження наукового розтину людини, що зник після часів Античної Греції, анатомічні театри були тимчасовими спорудами, допоки не була встановлена перша постійна будівля у Саламанці на початку 1550-их років, а опісля у інших іспанських містах в наступні десятиліття, зокрема у Падуї 1584 року.

## Анатомічний театр у Києві

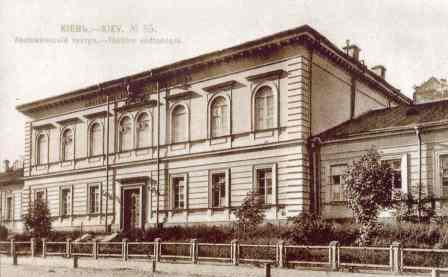
Анатомічний театр Київського університету Св. Володимира

Указом імператора Миколи I 9 травня 1840 року було вирішено, що Віленська медико-хірургічна академія увійде до складу Університету св. Володимира у якості медичного факультету. Першою будівлею, що була спеціально зведена для потреб новоствореного факультету, був зведений Анатомікум, відкритий 25 жовтня (за старим стилем) 1853 року. Для зберігання трупів, необхідних для проведення занять, використовували льодовник. У 1904–1907 рр. було побудовано нове бетонне сховище з механічними, а згодом електричними ліфтами, блоками для перекладання трупів, рейками для транспортувального візка. Кімната сховища знаходилася у великій підземній залі, яку заповнювали кригою, що не танула до пізньої осені. В Київському анатомічному театрі було здійснено багато відкриттів світового рівня. Наприклад, засновником кафедри гістології, ембріології і порівняльної анатомії Петром Перемежком (1833–1893), на результатах власних досліджень росту хвоста личинки тритона, проведених у Анатомічному театрі в Києві, у 1878 році відкрив непрямий поділ тваринних клітин (мітоз).